# Списак астероида (1500—1999)
Овдје је наведен списак астероида под редним бројевима од 1500—1999. Имена су дата у облику на који се наилази у страној стручној литератури. Одговарајуће транскрипције имена на српски језик се налазе (или ће се налазити) у чланцима о специфичним астероидима.

## Списак астероида (1500—1999)
| - , назван по Београду - , назван по Јосипу Брозу Титу - , назван по Југославији - , назван по сину српског астронома Петра Ђурковића - , назван по Србији - , назван по научнику Милутину Миланковићу | - , назван по Звездари, дијелу Београда |  |  |  |